# Heinrich Günter
Heinrich Günter (* 15. Februar 1870 in Schelklingen bei Ulm; † 13. Mai 1951 in München) war ein deutscher Historiker.

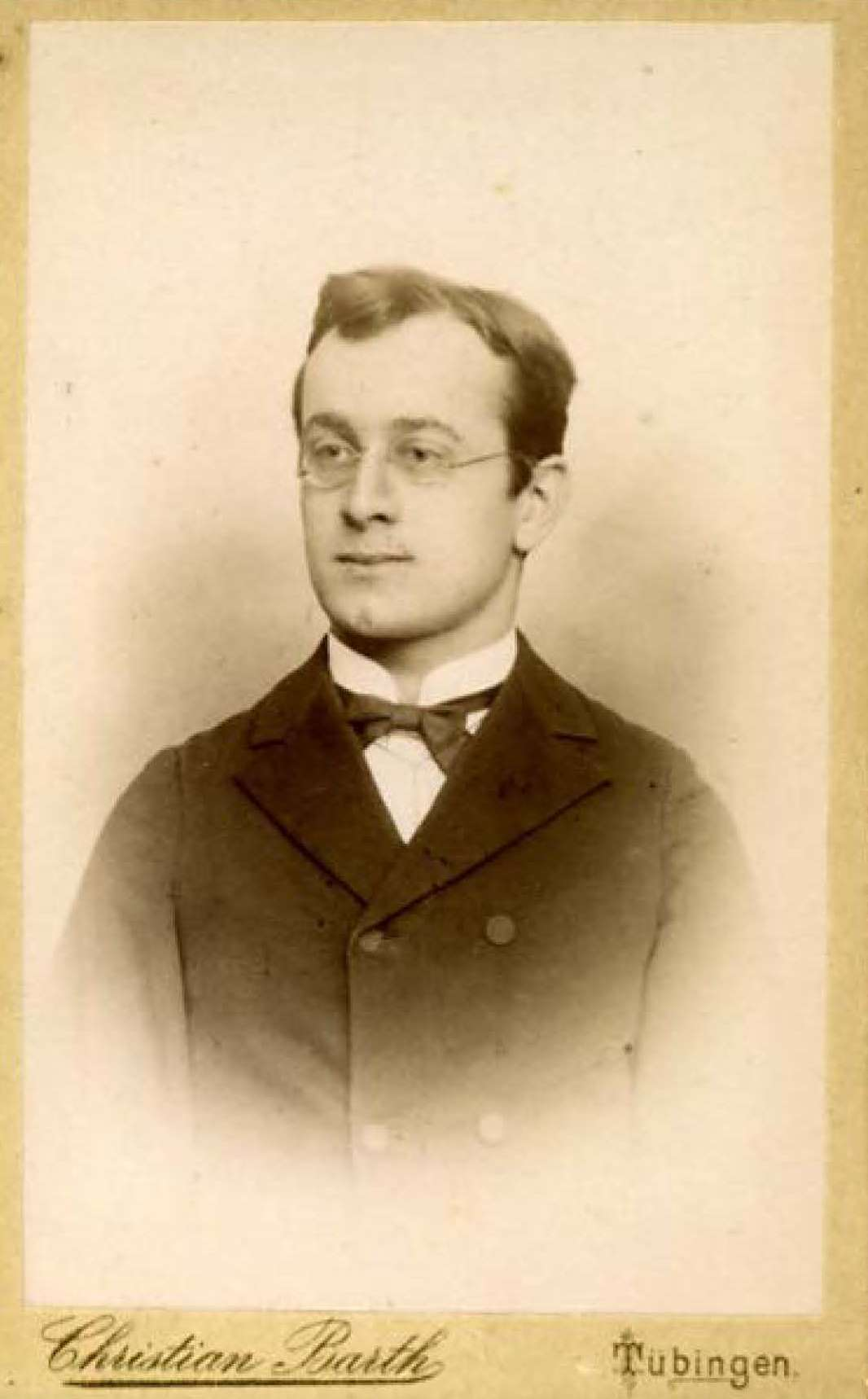
Heinrich Günter als Student in Tübingen, 1889–1893

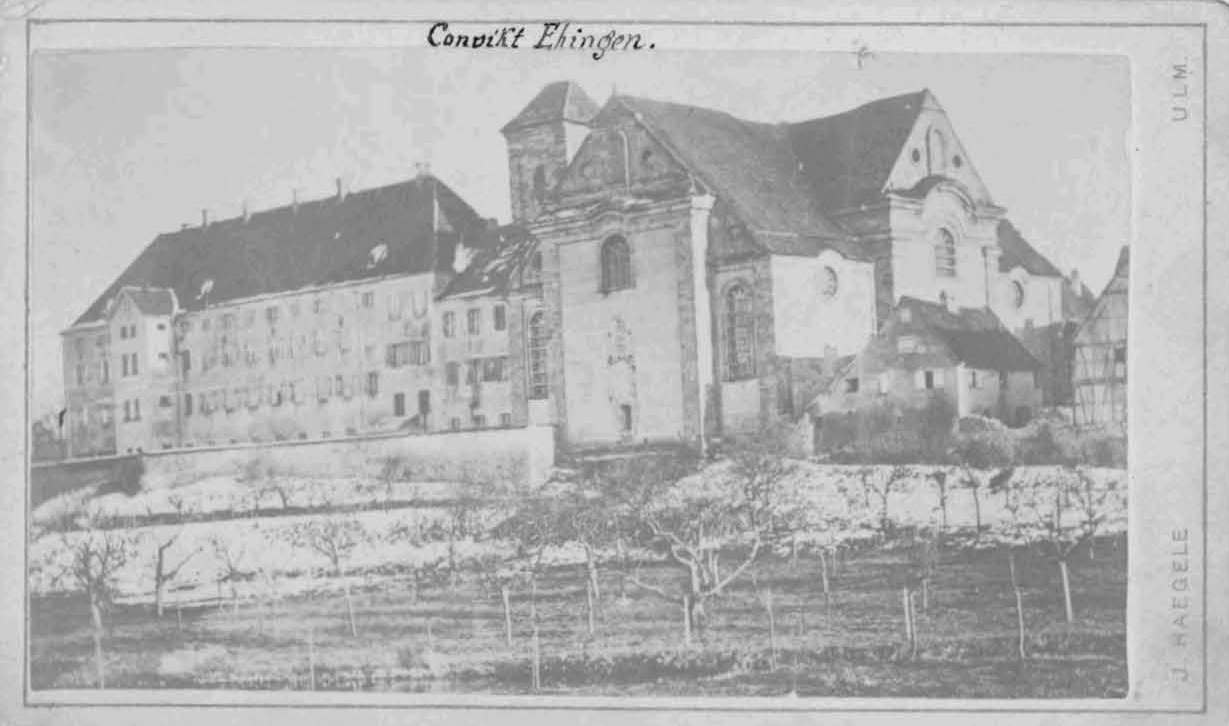
Heinrich Günter besuchte von 1885 bis 1889 das Gymnasium und Konvikt in Ehingen (Donau)

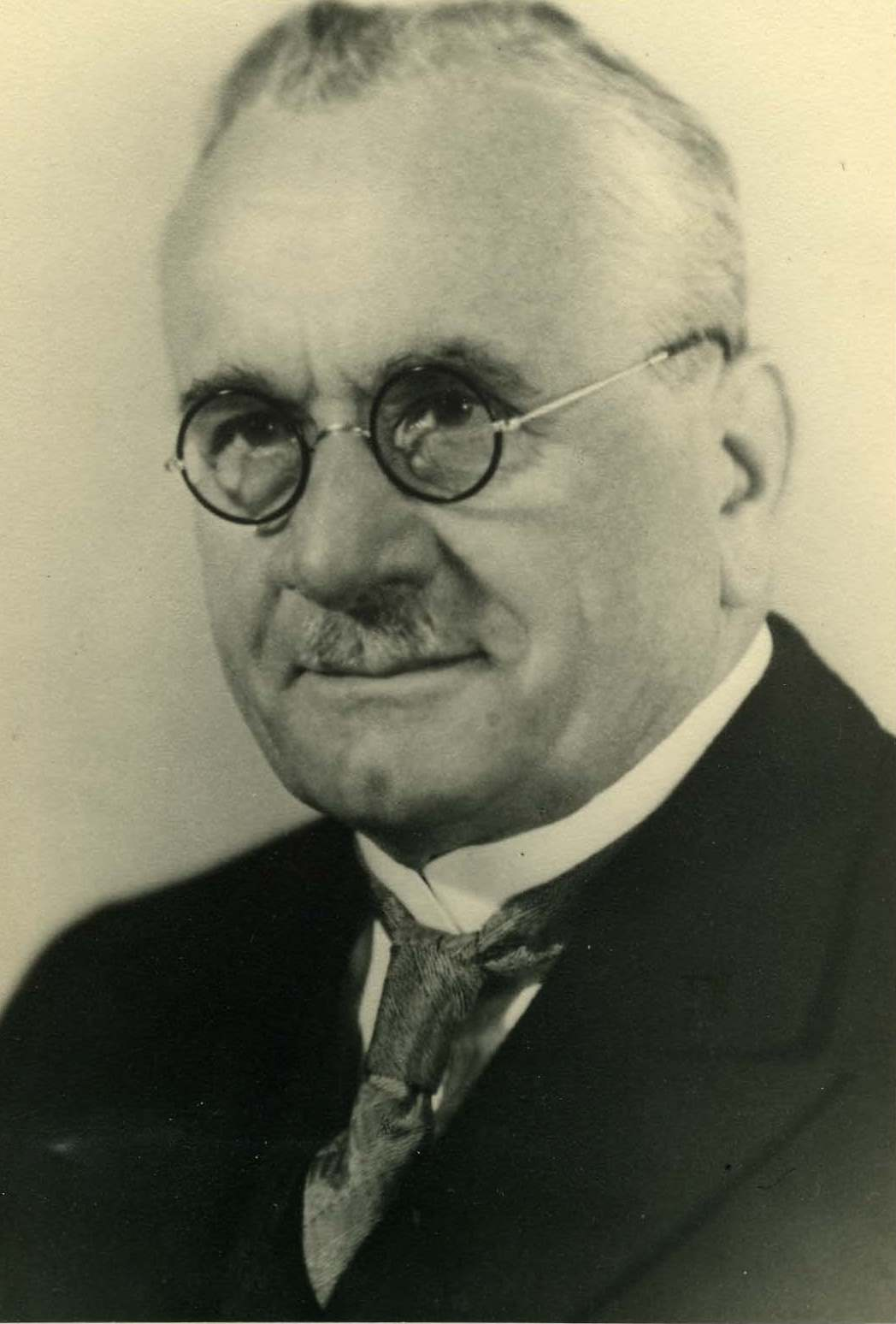
Heinrich Günter als Professor an der Ludwig-Maximilians-Universität München, vor seiner Emeritierung 1935

## Leben und Wirken
Heinrich Günter wurde als Sohn des Bäckers Adolf Günter und seiner Ehefrau Helena Scheitenberger, der Tochter des Stadtschultheißen von Schelklingen Philipp Scheitenberger, geboren und hatte neun Geschwister. Nach dem Gymnasialbesuch in Riedlingen und Ehingen studierte er ab 1889 katholische Theologie am Theologenkonvikt Wilhelmsstift, später Geschichte an der Universität Tübingen. Bereits 1890 löste er die Preisaufgabe der philosophischen Fakultät der Tübinger Universität und erhielt für die Arbeit Die römischen Krönungseide der deutschen Kaiser 1891 den Preis der Speyerschen Stiftung. Zu seinen akademischen Lehrern zählten Walter Goetz, Johannes Haller und Dietrich Schäfer, der auch seine Promotion zum Dr. phil. (1893) betreute. Das Priesterseminar Rottenburg verließ er noch vor der Weihe. Ab 1894 war er wissenschaftlicher Mitarbeiter bei der Württembergischen Kommission für Landesgeschichte und erstellte die Archivordnung des Stadtarchivs in Rottweil, und im Wintersemester 1895/96 führte er ein Ergänzungsstudium am Institut für Österreichische Geschichtsforschung in Wien durch. 1897 habilitierte er sich an der philosophischen Fakultät der Universität Tübingen im Fach mittelalterliche Geschichte und Historische Hilfswissenschaften. Anschließend war er Privatdozent in Tübingen, ehe er dort 1902 außerordentlicher Professor wurde.
Nach der Publikation seines Buches Legenden-Studien (1906) bat ihn der Rottenburger Bischof Paul Wilhelm von Keppler durch den Direktor des Wilhelmsstifts, Franz Xaver Reck, von der kritischen Behandlung der Heiligenlegenden in einer angekündigten Vorlesung abzusehen, bis sich die zu erwartende Erregung wegen des Buches gelegt haben würde. Günter kam dieser Bitte nach, kündigte aber für das Wintersemester 1907/08 erneut eine Vorlesung über Heiligenleben an. Ein Gespräch mit dem Konviktsdirektor veranlasste ihn abermals die Vorlesung abzusagen. Von der Presse wurde der „Fall Günter“ als Eingriff in die Freiheit von Forschung und Lehre dargestellt. Er wollte die konfessionell gebundene Professur verlassen, wurde aber durch einen Brief Kepplers zum Bleiben ermutigt. 1923 folgte er einem Ruf als ordentlicher Professor für Geschichte an die Ludwig-Maximilians-Universität München, wo er bis zu seiner Emeritierung 1935 tätig war. Zu seinen Schülern gehörten unter anderem Philipp Funk, Hermann Hefele und Michael Seidlmayer.
Günter arbeitete auf dem Gebiet der schwäbische Landesgeschichte und der mittelalterlichen Kaiserzeit, aber auch zu Reformation, Gegenreformation und Hagiographie. Er war Mitglied in der Historischen Kommission bei der Bayerischen Akademie der Wissenschaften, der Württembergischen Kommission für Landesgeschichte (1894–1934), der Verbindung KStV Alamannia Tübingen (KV) und der Görres-Gesellschaft. 1950 erhielt er die Ehrendoktorwürde Dr. theol. h. c. der Universität München. Außerdem war er seit 1923 Ehrenbürger seiner Heimatstadt Schelklingen. Er war von 1926 bis 1929 Herausgeber des Historischen Jahrbuchs der Görres-Gesellschaft.
Günter war zweimal verheiratet: Am 10. September 1898 heiratete er in Bad Mergentheim Maria Magdalena Anna Schell von dort, Tochter des Kaufmanns Johann Schell aus dessen zweiter Ehe mit Hulda Brogli, welche nach 38 Jahren Ehe und langer Krankheit 1936 in München verstarb. Sie wurde auf dem Friedhof in Schelklingen begraben. Seine zweite Gattin Valeria Maria Mayer (* 19. September 1897 in Stuttgart) als Tochter des dortigen Kaufmanns in Glaswaren Rupert Mayer (1849–1927) und dessen Ehefrau Emilie Karoline Wehrle (1855–1947), welche er in München am 22. Dezember 1936 ehelichte, war die jüngste Schwester des Jesuitenpaters Rupert Mayer S.J.; sie erlag in München am 23. März 1941 einem Nierenleiden. Beide Ehen waren kinderlos. Nach seinem Tod wurde er seinem letzten Willen gemäß nach Stuttgart überführt und an ihrer Seite im Familiengrab der Mayers auf dem Pragfriedhof beigesetzt.

## Schriften (Auswahl)
- Über mittelalterliches Kaisertum. Dissertation, Tübingen 1893.
- Urkundenbuch der Stadt Rottweil. Band 1 (= Württembergische Geschichtsquellen, Band 3), Kohlhammer, Stuttgart 1896.
- Das Münzwesen in der Grafschaft Württemberg. Kohlhammer, Stuttgart 1897 (Habilitationsschrift).
- Das Restitutionsedikt von 1629 und die katholische Restauration Altwirtembergs. Kohlhammer, Stuttgart 1901 (Digitalisat).
- Die Toleranz der Geschichte (= Populärwissenschaftliche Vorträge, Band 29). Dt. Volksblatt, Stuttgart 1903.
- Kaiser Heinrich II. der Heilige (= Sammlung illustrierter Heiligenleben, Band 1). Kösel, Kempten und München 1904.
- Legenden-Studien. Bachem, Köln 1906.
- Die Habsburger-Liga 1625–1635. Briefe und Akten aus dem General-Archiv zu Simancas (= Eberings Historische Studien, Band 62). Ebering, Berlin 1908; Nachdruck: Kraus Reprint, Vaduz 1965.
- Die christliche Legende des Abendlandes (= Religionswissenschaftliche Bibliothek, Band 2). Winter, Heidelberg 1910.
- Gerwig Blarer, Abt von Weingarten 1520–1567. Briefe und Akten. Band 1: 1518–1547 (= Württembergische Geschichtsquellen, Band 16), Kohlhammer, Stuttgart 1914.
- Die römischen Krönungseide der deutschen Kaiser (= Kleine Texte für Vorlesungen und Übungen, Band 132). Marcus und Weber, Bonn 1915; Nachdruck: de Gruyter, Berlin 1931.
- Gerwig Blarer, Abt von Weingarten und Ochsenhausen. Band 2: 1547–1567 (= Württembergische Geschichtsquellen, Band 17), Kohlhammer, Stuttgart 1921.
- Buddha in der abendländischen Legende? Leipzig 1922.
- Die Jahrhundert Feier der Übertragung der Universität von Landshut nach München 26. und 27. November 1926. Wolf, München 1928.
- Deutsche Kultur in ihrer Entwicklung. Quelle & Meyer, Leipzig 1932.
- Das mittelalterliche Kaisertum (= Münchener Universitätsreden, Band 27). Hueber, München 1933.
- Das werdende Deutschland und Rom. Von Einhard zu Widukind von Korvey (= Münchener Historische Abhandlungen, Band 1,6). Beck, München 1934.
- Das deutsche Mittelalter. Band 1, Herder, Freiburg im Breisgau 1936; Band 2, 1939 (= Geschichte der führenden Völker, Band 12 und 13); 2. Auflage, 1943.
- Geschichte der Stadt Schelklingen bis 1806. Kohlhammer, Stuttgart und Berlin 1939.
- Kaiser Otto der Große. Kohlhammer, Stuttgart und Berlin 1941 (Digitalisat); 2. Auflage 1943.
- Entwicklung und Vorsehung in der Geschichte. Echter-Verlag, Würzburg 1949.
- Psychologie der Legende. Studien zu einer wissenschaftlichen Heiligen-Geschichte. Herder, Freiburg 1949 (Digitalisat).